# Erwina Ryś-Ferens
Erwina Lilia Ryś-Ferens (ur. 19 stycznia 1955 w Elblągu, zm. 20 kwietnia 2022 w  Warszawie) – polska panczenistka, medalistka mistrzostw Europy i świata, olimpijka.

## Życiorys

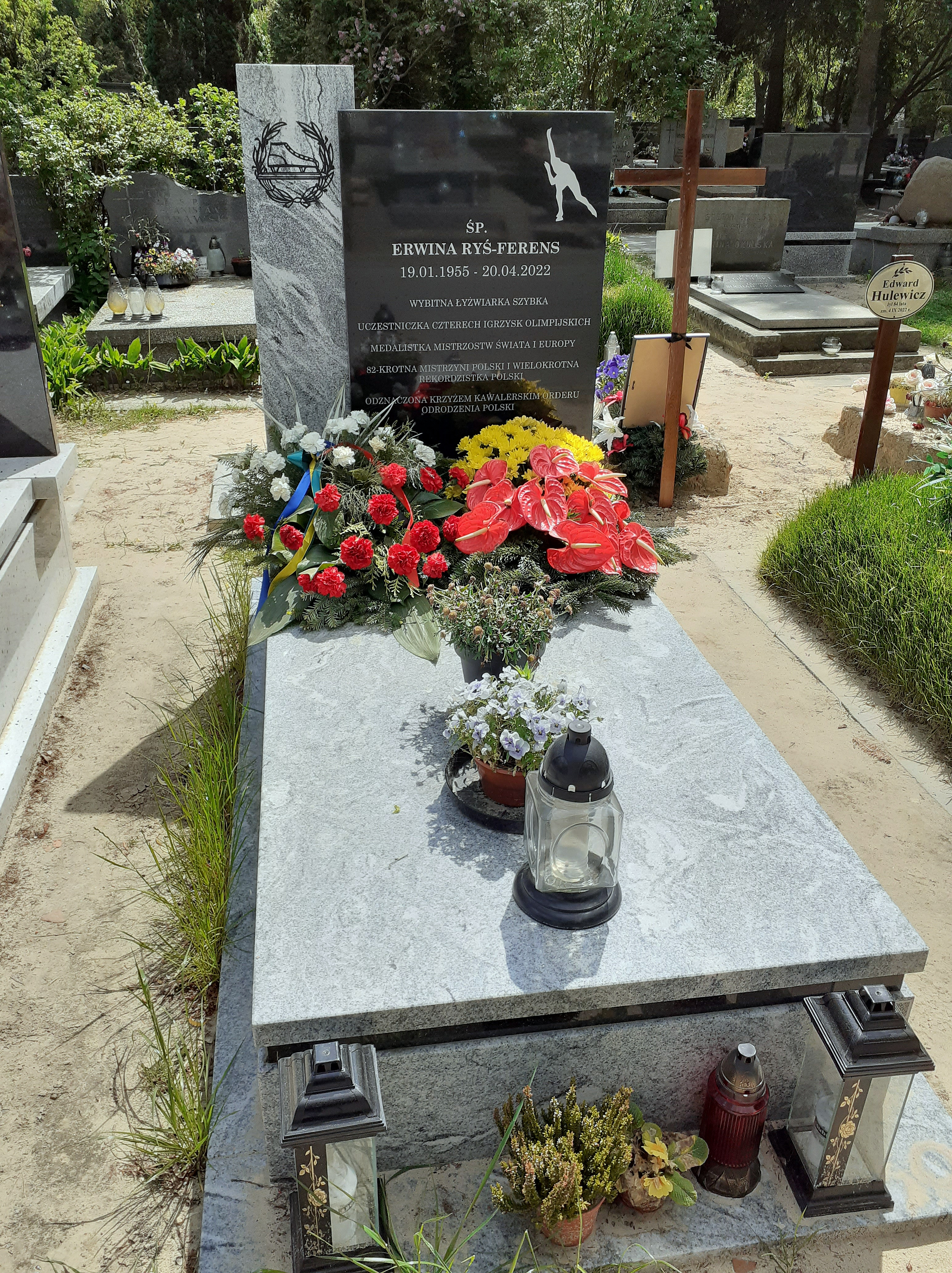
Grób Erwiny Ryś-Ferens

### Kariera sportowa
W czasie kariery sportowej reprezentowała barwy Olimpii Elbląg i Marymontu Warszawa, zdobyła 83 tytuły mistrzyni Polski oraz ustanowiła 50 rekordów kraju w łyżwiarstwie szybkim. Startowała w czterech zimowych olimpiadach (Innsbruck 1976, Lake Placid 1980, Sarajewo 1984, Calgary 1988), kilkakrotnie zajmując miejsca w czołowej dziesiątce (najwyższe miejsce – 5.).
Trzykrotnie zdobywała brązowe medale mistrzostw świata: w 1978 i 1985 w wieloboju sprinterskim oraz w 1988 w wieloboju. Konkurowała w kraju w tym czasie głównie z Zofią Tokarczyk.

### Wykształcenie, działalność zawodowa i polityczna
W 1979 ukończyła studia na Akademii Wychowania Fizycznego w Warszawie. Pracowała jako zastępca dyrektora departamentu w mazowieckim urzędzie marszałkowskim. Objęła później stanowisko głównego specjalisty w Urzędzie m.st. Warszawy.
Należała do Krajowej Partii Emerytów i Rencistów. W wyborach parlamentarnych w 1997 bez powodzenia ubiegała się o mandat poselski z listy tego ugrupowania w województwie tarnobrzeskim (otrzymała 548 głosów). Jako kandydatka KPEiR w 2001 bez powodzenia kandydowała do Sejmu z listy SLD-UP. W 2002 uzyskała mandat radnej sejmiku mazowieckiego z listy Polskiego Stronnictwa Ludowego. Bez powodzenia kandydowała w wyborach z listy PSL – w 2004 do Parlamentu Europejskiego i w 2005 do Sejmu. W 2006 ponownie uzyskała mandat radnej sejmiku wojewódzkiego, tym razem z listy Prawa i Sprawiedliwości. W 2007 opuściła klub PiS, przystępując ponownie do klubu radnych PSL. Z listy tej partii bezskutecznie ubiegała się o mandat poselski w wyborach parlamentarnych. Potem wstąpiła do PSL, była kandydatką partii w wyborach do Parlamentu Europejskiego w 2009. W wyborach samorządowych w 2010 uzyskała reelekcję do sejmiku z ramienia PSL, a rok później bez powodzenia ponownie kandydowała do Sejmu. W wyborach w 2014 ponownie kandydowała bezskutecznie do Parlamentu Europejskiego. W tym samym roku ponownie została natomiast wybrana na radną wojewódzką. W 2015 i 2019 ponownie wystartowała do Sejmu, kandydując z listy PSL. W 2018 nie uzyskała reelekcji w wyborach do sejmiku.

## Życie prywatne
Córka Kazimierza i Jadwigi. Była zamężna, miała dwoje dzieci.
Zmagała się z chorobą nowotworową. Zmarła 20 kwietnia 2022. 28 kwietnia tegoż roku została pochowana w Alei Zasłużonych Cmentarza Wojskowego na Powązkach w Warszawie.